# Цвайер, Феликс
Феликс Цвайер (нем. Felix Zwayer; род. 19 мая 1981, Западный Берлин) — немецкий футбольный судья, обслуживающий матчи Бундеслиги. Арбитр FIFA с 2012 года, также с июля 2017 года входит в элитную группу рефери UEFA.

## Судейская карьера
Судейскую карьеру начал в 2003 году на матчах юниорской Бундеслиги.
С 2004 года работает на уровне Региональной лиги.
В 2007 году впервые судил матч кубка Германии, в том же году дебютировал во Второй бундеслиге.
С 2009 года работает на матчах Бундеслиги.
В 2012 году вошёл в число арбитров FIFA, тогда же начал работать в еврокубках и судить матчи национальных сборных.
21 февраля 2016 года, в матче Бундеслиги между «Байером» и дортмундской «Боруссией», Цвайер удалил с поля наставника леверкузенцев Рогера Шмидта, оспаривавшего правильность забитого мяча. Шмидт отказался покинуть поле, после чего ушёл сам Цвайер — матч был прерван на девять минут — беспрецедентный случай в истории чемпионата Германии.
В апреле 2024 года был отобран одним из главных арбитров в числе 19 судейских бригад для обслуживания матчей Чемпионата Европы по футболу, который проходит в июне-июле 2024 года на футбольных полях Германии.
В мае 2025 года Феликсу было доверено право судить финальный матч Лиги Европы УЕФА сезона 2024/2025 года между Тоттенхэмом и Манчестером Юнайтедом. 

### Чемпионат Европы 2024
| Стадия         | Дата         | Город    | Стадион             | Команда 1  | Результат | Команда 2  | Предупреждён | Red card | Пенальти |
| -------------- | ------------ | -------- | ------------------- | ---------- | --------- | ---------- | ------------ | -------- | -------- |
| Групповой этап | 15 июня 2024 | Дортмунд | «Сигнал Идуна Парк» | Италия     | 2:1 (2:1) | Албания    | 2 - 2        | 0 - 0    | 0 - 0    |
| Групповой этап | 22 июня 2024 | Дортмунд | «Сигнал Идуна Парк» | Турция     | 0:3 (0:2) | Португалия | 3 - 2        | 0 - 0    | 0 - 0    |
| 1/8 финала     | 2 июля 2024  | Мюнхен   | «Альянц Арена»      | Румыния    | 0:3 (0:1) | Нидерланды | 2 - 2        | 0 - 0    | 0 - 0    |
| 1/2 финала     | 10 июля 2024 | Дортмунд | «Сигнал Идуна Парк» | Нидерланды | 1:2 (1:1) | Англия     | 3 - 3        | 0 - 0    | 0 -      |